# معهد وطني للتكوين الرياضي والبيولوجي
المعهد الوطني للتكوين الرياضي والبيولوجي هو معهد أبحاث يركز على علم الرياضيات والأحياء. ويُعرف المعهد بتسميته المُختصرة نيمبيوس (NIMBioS) (وتُنطق نيمباس NIM-bus)، وقد تم افتتاح المعهد في سبتمبر عام 2008، بعد توقيع اتفاقية تعاونية بين مؤسسة العلوم الوطنية ووزارة الأمن الوطني الأمريكية ووزارة الزراعة الأمريكية وبدعمٍ إضافي قدمته جامعة تينيسي (UT) الواقعة في مدينة نوكسفيل، ويستضيف المعهد أكثر من ستمائة عالِم سنويًا في مقره بالحرم الجامعي التابع لجامعة تينيسي.
الأهداف الأساسية لمعهد نيمبيوس:
- معالجة القضايا البيولوجية الأساسية باستخدام مناهج مشتركة التخصصات في عِلم الأحياء الرياضي
- دعم تطوير هيئة من الباحثين القادرين على فهم الاتصالات الإبداعية والتعاونيَّة فيما بين التخصصات والاشتراك فيها.

ولتحقيق هذه الأهداف، يُقدم المعهد مجموعة واسعة من الأبحاث وأنشطة التواصل/التعليم التي تم تصميمها لتسهيل التفاعل بين علماء الرياضيات وعلماء الأحياء للتوصل إلى حلولٍ مُبتكرة لمواجهة المشكلات البيئية. ومن الآليات الأساسية للبحث: مجموعات العمل وورش العمل الاستقصائية. تتألَّف مجموعات العمل من حوالي 10 إلى 15 مُشاركًا تمَّت دعوتهم للتركيز على أسئلةٍ مُحددة مُتعلِقة بعِلم الأحياء الرياضي. وتتقابل كل مجموعة عادةً في المعهد مرتين أو ثلاث مرات على مدار عامين. بينما قد تتضمن ورش العمل الاستقصائية حوالي من 30 إلى 40 مشارِكا بالإضافة إلى بعض الباحثين الذين دعاهم المنظمون بجانب بعض الأشخاص الآخرين الذين يتم قبولهم من خلال عملية مفتوحة لتقديم الطلبات. كما تتمَيز ورش العمل بشموليتها في التركيز على الموضوعات وقد تؤدي إلى تكوين مجموعة عمل. كما يقدم المعهد الدعم للأعضاء المهتمين بالدراسة ما بعد الدكتوراه ويمنحهم إجازة مدفوعة الأجر، بالإضافة إلى الزائرين لمُدّة قصيرة، والمُساعدين الباحثين الخريجين، ومُساعدي هيئة التدريس في جامعة تينيسي.
قام أعضاء الأنشطة البحثية بالبحث في صراع الجينيوم الداخلي والتنبيه مُتعدِّد التدريج للعمليات الخلويَّة والأعضاء البشرية وحركيّات النظام الطبيعية والأمراض المُعديَّة في الأنظمة المزودة بمضيفين من الحياة البرية.
يُشجِّع المعهد المشاركة متعددة التخصصات في جميع أنشطته. وتضم مجموعة المشاركين في المعهد علماء أحياء سلوكية وعلماء بيئة وعلماء أحياء تَطَوُّرية وعلماء حوسبة وعلماء أَنثروبولوجيا (علم الإنسان) واختصاصيين في علم الوراثة وعلماء نفس واختصاصيين في المعلوماتية الحيوية وعلماء رياضيات وإحصائيين وأطبَّاء بيطريين واختصاصيي وبائيَّات واختصاصيين في علم الأحياء البريَّة.
ويُقَدّم المعهد تعليميًا نشطًا وبرنامج تواصل بالإضافة إلى تقديمه عددًا من الفعاليات والأنشطة للجميع بدايةً من طلاب المدارس الابتدائية وصولاً إلى أساتذة الجامعة والعامَّة. فعلى المستوى الجامعي، يُنظِّم المعهد برامج الخبرة البحثية للطُلَّاب الجامعيين وأيضًا برامج خبرة بحثية لطُلَّاب كلية الطب البيطري وتصل مُدَّة هذه البرامج إلى سبعة أسابيع وتُنظَّم في كل صيف. علاوة على ذلك، فإن طُلَّاب الطب البيطري والطُلَّاب الجامعيين الذين يتخصصون في الرياضيات، وعلم الأحياء والمجالات المُرتبطة بهما يسكنون في الحرم الجامعي ويشكلون فرقا مع أساتذة جامعة تينيسي للعمل على المشاريع البحثية المُبتكرة، كما يُمكن لمعلمي المدارس الثانويَّة المُشاركة في البرنامج.
أما بالنسبة إلى المعلمين، فإن المعهد يقدم برنامج التعاون للمعلم وفيه يستطيع المعلمون الذين لديهم اهتمامات بالرياضيات وعلم الأحياء تشكيل مجموعات مع الباحثين النشطين في مجتمع علم الأحياء الرياضي. وتتنوَّع أنشطة التعاون من برامج تعليميَّة وزيارات لقاعات الدراسة إلى وضع وتصميم المناهج الدراسيَّة والأنشطة غير المدرسية.
ويمنح المعهد مستوياتٍ مُختلفة ومُتنوعة من ورش العمل التعليمية المُصمَّمة لتزويد علماء الأحياء بالأساليب الكميَّة الأساسية، مثل التحكم المثالي والنزوع إلى الحل الأمثل أو أساليب الحوسبة فائقة الأداء التي تُستخدم لتحليل المشكلات الحيوية ومن بينها مجموعات البيانات الكبيرة والمعلومات المَكانِيَّة وعِلم الحركة.
ويتولى منصب مدير المعهد لويس جروس، وهو أستاذ جامعي في قسم علم البيئة وعلم الأحياء التطوّرية والرياضيات بجامعة تينيسي، في نوكسفيل. ويضُمَّ فريق القيادة أيضًا أربعة مُديرين مساعدين ونائبًا للمدير. كما يضم المعهد مجلسًا خارجيًا من المستشارين يتكوَّن من ثلاثة وعشرين عضوًا من مختلف المؤسسات الأكاديمية من جميع أنحاء العالم. بالإضافة إلى ذلك، يمتلك المعهد مجموعة مكونة من سبعة من كبار الموظفين من هيئة التدريس بجامعة تينيسي وعلماء من مُختبر أوك ردج الوطني (ORNL)، ويحوي أيضًا مجموعة تضم تسعة وثلاثين من الأعضاء الإضافيين من مُساعدي هيئة التدريس ومُشاركين من المُوظفين من كلٍ من جامعة تينيسي ومختبر أوك ردج الوطني.
يتعاون المعهد مع حديقة غريت سموكي ماونتنز الوطنية لتطوير أساليب ذات أهمية خاصة لإدارة المنطقة الطبيعية التي يُمكن نقلها إلى مواقع عديدة في الولايات المتحدة، ومن بين الشركاء الآخرين في هذا المشروع شركة آي بي إم (IBM) ومعهد بحوث النظم البيئية (ESRI).
ظهرت ضرورة إنشاء المعهد بعد النمو الكبير الذي شهده مجال علم الأحياء الرياضي طوال العقد الماضي وبعد أن أصبحت الأبحاث ترتبط أكثر بالملاحظة والتجربة. وبدلاً من البدء من التجريد الرياضي، أصبح من الشائع الآن للباحثين 1) البدء بالملاحظة و2) استخدامها في تقديم واقتراح المناهج والأدوات والنماذج الواعدة و3) الاتجاه إلى التحليل والتنبيه والتقييم والتطبيق. ومن خلال سلسلة علوم الحياة التي ساهمت فيها الرياضيات عن طريق تقديم آراء جديدة، أصبحت البيانات تُستخدم بشكلٍ متزايد للتركيز على النماذج التصوريَّة كخطوةٍ أولى في صياغة المُشكلة.
ويحتوي الموقع الإلكتروني للمعهد على وصفٍ لمجموعات العمل وورش العمل الاستقصائية وزمالات ما بعد الدكتوراه والإجازات المدفوعة والزيارات القصيرة والمساعدين الأكاديميين الخريجين ومناصب الكلية وكذلك معلوماتٍ حول كيفية تقديم طلبات الدعم. كما يقدم الموقع الإلكتروني أيضًا معلوماتٍ عن فُرَص التعليم والتواصل للطلاب الجامعيين والمعلمين وللطلبة بدايةً من رِياض الأطفال وحتى عُمر 12 عامًا.

## وصلات خارجية
- National Institute for Mathematical and Biological Synthesis: www.nimbios.org official website

‌